# Михаел Йохан II фон Алтхан
Михаел Йохан II фон Алтхан (на немски: Michael Johann II Graf von Althann; * 26 август 1643, Виена; † 1722) е граф от австрийския благороднически род фон Алтхан.

## Произход
Той е син на граф Михаел Йохан фон Алтхан († 1649) и графиня Мария Маргарета фон Егенберг († 1657), дъщеря на имперски княз Йохан Улрих фон Егенберг 1568 – 1634, херцог на Крумау, и фрайин Мария Сидония фон Танхаузен († 1614). Брат е на Михаел Адолф фон Алтхан (1648 – 1709).

## Фамилия
Михаел Йохан II фон Алтхан се жени на 2/25 април 1667 г. във Виена за принцеса Мария Терезия фон Лихтенщайн (* 10 август 1643; † 26 октомври 1712), дъщеря на княз Хартман III фон Лихтенщайн (1613 – 1686) и алтграфиня Сидония Елизабет фон Залм-Райфершайт (1623 – 1686). Те имат децата:
- Мария Елизабет фон Алтхан (1670 – ок. 1718)
- Михаел Херман Йозеф фон Алтхан (1671 – 1736), женен за графиня Мариая Юлиана фон Алтхан (1689 – 1762), дъщеря на граф Йохан Кристоф фон Алтхан (1633 – 1706) и графиня Мария Юлиана фон Радмансдорф (1665 – 1691)
- Мария Максимилиана Сидония фон Алтхан (* май 1675; † 23 март 1724), омъжена на 23 януари 1701 г. за фрайхер Георг Франц Антон фон Гилайз цу Зонеберг(* 2 април 1674; † 30 ноември 1729, Виена)
- Мария Йохана Терезия фон Алтхан (1678 – 1726), омъжена 1714 г. за граф Йохан Фридрих фон Нимпч
- Михаел Йохан фон Алтхан (* 8 октомври 1679, Жарославице; † 26 март 1727, Виена), дипломат, женен на 12 февруари 1709 г. в Барцелона за Дона Мария Анна Гюзепина Пигнатели (* 26 юли 1689, Алкудия; † 1 март 1755, Виена)
- Михаел Карл фон Алтхан (1680 – 1756)